# カルロス・ベナビデス
カルロス・ナウエル・ベナビデス・プロテソーニ（Carlos Nahuel Benavídez Protesoni, 1998年3月30日 - ）は、ウルグアイ・モンテビデオ県モンテビデオ出身のプロサッカー選手。セグンダ・ディビシオンのデポルティーボ・アラベスに所属している。ポジションはMF。

## 来歴
国内リーグのデフェンソール・スポルティングのユースチームから、2015-16シーズンにトップチームに昇格。2016年4月11日のナシオナル・モンテビデオ戦でプロデビュー。2017年11月24日のモンテビデオ・ワンダラーズFC戦では、プロ初ゴールを記録。2018年4月17日のコパ・リベルタドーレス2018グループリーグ戦のモナガスSC戦では2ゴールを決めた。
2018年6月25日、CAインデペンディエンテと契約した。
2022年7月1日、デポルティーボ・アラベスに2年契約で移籍した。

## 代表経歴
2017年の南米ユース選手権でU-20のウルグアイ代表として出場し優勝。2017 FIFA U-20ワールドカップでは優勝候補にも挙げられていたものの、準決勝でベネズエラに敗れて4位入賞にとどまった。2020年には2020年東京オリンピック出場を懸けたCONMEBOLプレオリンピック大会に、U-23代表でプレーしている。